# Królestwo Hiszpanii (1874–1931)
Królestwo Hiszpanii – państwo istniejące w latach 1874–1931 na terenie obecnej Hiszpanii. Okres ten jest nazywany restauracją, obejmuje przedział czasu od przywrócenia monarchii do jej ponownego upadku.

## Władcy
- 1875–1885 – Alfons XII
- 1885–1902 – Maria Krystyna Austriacka (regentka w imieniu Alfonsa XIII)
- 1902–1923 – Alfons XIII

## Historia

### Restauracja monarchii
29 grudnia 1874 monarchista, generał Arsenio Martínez Campos w miejscowości Sagunto opowiedział się za przywróceniem na tron dynastii Burbonów w osobie Alfonsa XII, syna królowej Izabeli II. Rząd premiera Sagasty nie sprzeciwił się temu, dopuszczając do likwidacji Republiki Hiszpańskiej i restauracji monarchii.

### Dyktatura Rivery (1923–1930)
13 września 1923 roku Miguel Primo de Rivera, inspektor sił zbrojnych Katalonii, zorganizował zamach stanu. Alfons XIII mianował Riverę premierem. Dyktator zawiesił konstytucję i przejął pełnię władzy w kraju, zakazując działalności partii politycznych. Utworzył stronnictwo, Hiszpańską Unię Patriotyczną, która miała być jego zapleczem. Pod rządami Rivery państwo gwałtownie zaczęło się zadłużać, ostatecznie zbankrutowało, dyktator utracił kontrolę nad wojskiem, na dodatek poważnie zachorował. W styczniu 1930 roku król, pod naciskiem opozycji, odsunął generała od władzy.

### Upadek monarchii
W efekcie gospodarczej klęski i presji opozycji, w styczniu 1930, de Rivera został usunięty. Nowym premierem został generał Dámaso Berenguer, który ustąpił na rzecz Aznara. Ten wezwał do wyborów na 13 kwietnia 1931 roku, co było żądaniem demokratów i republikanów. Republikanie wygrali minimalną liczbą głosów. Pod wpływem masowych demonstracji król opuścił kraj, proklamowano II Republikę.